# Couple interdit
Pour plus de détails, voir Fiche technique et Distribution.
Couple interdit (El juego de la verdad) est un film franco-espagnol réalisé par José María Forqué et sorti en 1963.

## Synopsis
Lucía entretient une relation amoureuse avec Juan, un homme plus jeune qu'elle. Un jour, alors qu'il est complètement ivre, il tente de séduire Marta, la fille de Lucía, compliquant sérieusement leur relation et sa vie.

## Fiche technique
- Titre original : El juego de la verdad
- Réalisation :  José María Forqué
- Scénario : Vicente Coello, Jaime de Armiñán, Pedro Masó, José María Forqué
- Production :  Hesperia Films S.A., Paris Elysées Films
- Photographie : Juan Mariné
- Musique : Adolfo Waitzman
- Montage : Magdalena Pulido
- Durée : 81 minutes
- Dates de sortie : 
  - Espagne : 9 septembre 1963
  - France : 9 juin 1965

## Distribution
- Madeleine Robinson : Lucía
- José Bódalo : Miguel
- María Asquerino : María
- Sami Frey : Juan
- Ana Casares : María Jesús
- Leo Anchóriz : Manolo Segovia
- Sandra Le Brocq : Lola
- Guillermo Marín : Gonzalo
- Chonette Laurent : Marta
- Alberto Dalbes : Pablo
- Mary Paz Pondal : Eugenia
- Agustín González : Pepe
- Pilar Cansino : Lola